# Куконештій-Ной
Куконештій-Ной (рум. Cuconeștii Noi) — село в Єдинецькому районі Молдови. Адміністративний центр однойменної комуни, до складу якої також входить село Куконештій-Век.
У селі проживають українці та молдовани. Згідно з переписом населення 2004 року кількість українців - 1068 осіб (51,3%), молдован - 959 осіб (46%).